# Nkong Nen II
Pour les articles homonymes, voir Nkong.
Ne doit pas être confondu avec Nkong-Nnen II.
Nkong Nen II est un village de la région du Centre au Cameroun, localisé dans l'arrondissement (commune) de Bikok et le département de la Méfou-et-Akono.

## Population
En 1965 Nkong Nen II  comptait 410 habitants, principalement des Etenga.
Lors du recensement de 2005, ce nombre s'élevait à 362.